# Stanislas de Guaita

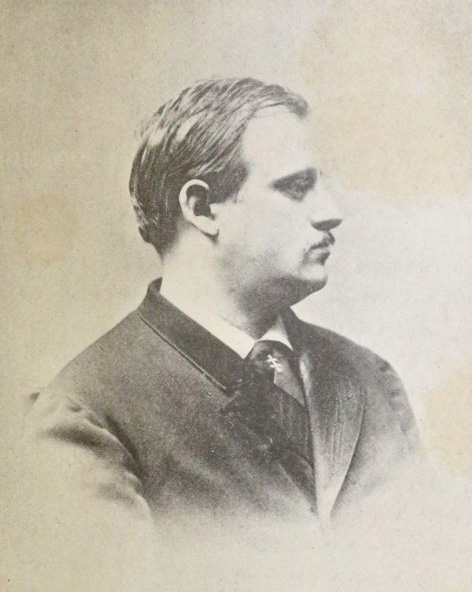
Stanislas de Guaita

Stanislas de Guaita (6 april 1861 – 19 december 1897) was een Franse dichter, occultist, Rozenkruiser en Martinist.

## Levensloop
Stanislas de Guaita kwam uit een Italiaanse adellijke familie. Hij werd geboren in het kasteel van Alteville. Hij droeg de titel van markies.
Hij studeerde aan het Lyceum van Nancy, waar bleek dat hij een natuurlijke aanleg had voor wetenschappen, vooral chemie. In het Lyceum raakte hij bevriend met Maurice Barrès, Paul Adam en Albert de Pouvourville, beter bekend onder zijn pseudoniem Matgioi.
Hij volgde Rechten in Parijs. Daar ontmoette hij de lokale dichters Édouard Dubus, Émile Goudeau, Joseph Gayda, Victor-Emile Michelet, Jean Moréas en Laurent Tailhade.
Hij publiceerde Oiseaux de passage in 1881, een bundel van 45 teksten in drie delen. Daarna verscheen op 10 oktober 1883 La Muse Noire, een bundel gedichten. Op 9 april 1885 verscheen een derde bundel gedichten, Rosa Mystica.
In 1884 veranderde het leven van Guaita. Zijn ontmoeting met Catulle Mendès was daarvan de aanleiding. Mendès liet hem de werken van Eliphas Levi kennen. Guaita las eerst Dogme et rituel de la Haute Magie. Later las hij Le Vice suprême van Joséphin Péladan.
In 1888 ontstond het idee om de ware geïnitieerden te hergroeperen. Dit idee kwam er ten gevolge van de zaak Boullan. Boullan was een magiër die zich met duistere praktijken bezighield. Reeds in mei 1887 had Guaita getracht deze magiër tot andere inzichten te brengen, doch zonder gunstig gevolg.
Guaita en Joséphin Péladan, bijgestaan door Papus (Gerard Encausse) en Julien Lejay richtten l’Ordre Kabbalistique de La Rose+Croix op. Guaita werd President van de Raad van Twaalf. Zes leden van deze raad waren: Papus (Gerard Encausse), Maurice Barlet, Victor-Emile Michelet, Oswald Wirth, Joséphin Péladan, Paul Sédir (Yvon Leloup). De andere zes leden wensten anoniem te blijven. 
De Orde kende drie graden : 
- Bachelier
- Licencié
- Docteur en Cabbale

Er was ook een esoterische vierde graad die enkel voorbehouden was aan de twaalf raadsleden van de Orde: Frère Illuminé de la Rose-Croix.
De doelstellingen van deze Orde waren te vatten in de leerstellingen binnen de drie inwijdingsgraden die zij vooropstelden.
In de eerste graad werd er vooral aandacht besteed aan de algemene geschiedenis van het occultisme en de westerse esoterische traditie. Toegespitst op de filosofie van de Rozenkruisers, de Hebreeuwse letters en hun symboliek (zie Kabbala).
In de tweede graad werd de studie van de religieuze tradities beoogd.
Wat er in de derde graad gebeurde is niet met zekerheid geweten. Volgens sommige bronnen was het overschakelen van de ene graad op de andere gekoppeld aan een examen.
Het aantal leden van de Orde was beperkt tot 144.
Stanislas de Guaita was de eerste grootmeester. Leden waren o.a. Joséphin Péladan (tot 1890), Papus (Gerard Encausse), Maurice Barrès, Augustin Chaboseau, Paul Adam, Julien Lejay, François-Charles Barlet (Albert Faucheux), Marc Haven (Dr. Emmanuel Lalande), Paul Sédir (Yvon Leloup), Georges Montière en Lucien Chamuel (Mauchel), François Jollivet-Castelot, August Reichel, Victor Blanchard, Oswald Wirth en nog vele anderen.
In 1888 werd door Papus (Dr. Gerard Encausse) de Martinistenorde opgericht. Maurice Barrès bracht Guaita in contact met deze orde. Toen in 1891 door de martinisten beslist werd om de eerste loges op te richten en een Opperraad te installeren, werd Stanislas lid van deze raad.
Guaita zocht ook steeds naar uitzonderlijke boeken en manuscripten over occultisme en esoterisme. Hij had een zeer uitgebreide bibliotheek waar haast alle werken van zijn tijd te vinden waren.
Op 19 december 1897 overleed Guaita. Hij was toen 36 jaar. Hij ligt begraven in het familiegraf op de begraafplaats rond de kerk van Tarquimpol.

## Werken
- Oiseaux de Passage - 1881
- La Muse Noire – 1883
- Initiation - sonnet, opgedragen aan Joséphin Péladan – juli 1883
- Rosa Mystica – 1885
- Essai des Sciences Maudites (zijn hoofdwerk, bestaande uit:)
  - Au Seuil du mystère – 1886 (na prepublicatie in L'Artiste)(de inleiding)
  - Le Serpent de la genèse (het corpus)
    - Première septaine: Le Temple de Satan - 1891
    - Deuxième septaine: La Clé de la magie noire – 1897
    - Troisième septaine: Le Problème du mal - door Oswald Wirth vervolledigd en gepubliceerd door Marius Lepage in 1949

## Gepubliceerde Brieven
- Bertholet, Ed./Dantinne: Lettres inédites de Stanislas de Guaita au Sâr Joséphin Péladan, Lausanne, Editions Rosicruciennes, 1952

## Biografieën
- Wirth, Oswald: Stanislas de Guaita, Souvenir de son secrétaire, Paris, le Symbolisme, 1935
- Capdeville, Denis: Stanislas de Guaita, Le philosophe Kabbaliste, Sarreguemines, Pierron, 1997
- Billy, André: Stanislas de Guaita, Paris, Mercure de France, 1971
- Berlet, Charles: Un ami de Barrès, Stanislas de Guaita, Paris, Grasset, 1936
- Berlet, Charles: Stanislas de Guaita, Mage et poète
- Barrès, Maurice: Un rénovateur de l'occultisme, Stanislas de Guaita (1861-1898) (met 2 portretten), Paris, Chamuel, 1898 (herdruk van een hoofdstuk uit Barrès' werk Amori et Dolori Sacrum).

- Biblioteca Nacional de España: XX980623
- Bibliothèque nationale de France: cb11906091f (data)
- Gemeinsame Normdatei: 1051285585
- International Standard Name Identifier: 0000 0001 2132 634X
- Library of Congress Control Number: n81084194
- Nationale Bibliotheek van Tsjechië: jn20000602702
- Nationale Bibliotheek van Israël: 987007277881105171
- Nederlandse Thesaurus van Auteursnamen: 074933965
- Istituto Centrale per il Catalogo Unico: CUBV080674
- SNAC: w6t4553z
- Système universitaire de documentation: 027344193
- Virtual International Authority File: 51690445
- WorldCat: E39PBJqqyqdXDmmGGhqDkC8Qv3